# 인권재단 사람
인권재단 사람은 대한민국의 인권단체이다. 2004년 9월 21일 창립 이사회를 열어 '다산인권재단 사람'이라는 이름으로 출발하였고 2006년 '인권재단 사람'으로 명칭을 변경하였다. 2013년에 대한민국 최초의 민간인권센터 '인권중심 사람'을 건립하였다.